# Џејмс Макаду
Џејмс Мајкл Макаду (енгл. James Michael McAdoo; Норфок, 4. јануар 1993) амерички је кошаркаш. Игра на позицијама крилног центра и центра.

## Каријера

### Америка
Након три сезоне на универзитету Северна Каролина, Макаду није изабран на НБА драфту 2014. У јулу 2014. се прикључио екипи Голден Стејт вориорса за НБА летњу лигу. Дана 2. септембра 2014. је потписао уговор са Голден Стејт вориорсима, али је отпуштен 24. октобра исте године. Десетак дана касније прикључио се екипи Санта Круз вориорси из НБА развојне лиге.
Дана 19. јануара 2015. је потписао десетодневни уговор са Голден Стејтом. Свој деби у НБА лиги је забележио исте ноћи, када је у победи 122:79 над Денвер нагетсима забележио 11 поена и пет скокова. Након што му је истекао десетодневни уговор, Макаду се вратио у Санта Круз. Дана 2. фебруара 2015. је потписао још један десетодневни уговор са Голден Стејтом. Након истека истог вратио се у Санта Круз и одиграо још две утакмице у развојној лиги након чега је 19. фебруара потписао уговор са Голден Стејтом до краја сезоне 2014/15. До краја ове сезоне је у неколико наврата уступљен Санта Круз вориорсима, где је на крају регуларне сезоне уврштен у најбољи други тим и најбољи руки тим НБА развојне лиге. Са екипом Санта Круза је освојио НБА развојну лигу, а потом је са Голден стејтом освојио и НБА шампионат али уз врло малу минутажу.
Макаду је и сезону 2015/16. провео као играч Голден Стејт вориорса. У јануару и фебруару 2016. због повреде није играо. Дана 21. марта 2016. је заиграо по први пут у НБА лиги као стартер и забележио седам поена и шест скокова у победи свог тима 109:104 над Минесота тимбервулвсима. Голден Стејт је и у овој сезони стигао до НБА финала али је тамо поражен од Кливленд кавалирса.
Дана 13. јула 2016, Макаду је потписао нови уговор са Голден Стејтом. У сезони 2016/17. са Голден Стејтом стиже по трећи пут до НБА финала али су за разлику од прошле године овај пут савладани Кливленд кавалирси, па је тако Макаду освојио свој други НБА прстен.
Дана 30. августа 2017. је потписао двосмерни уговор са Филаделфија севентисиксерсима. Већину времена је провео наступајући у развојној лиги за Делавер ејтисевенерсе, а у дресу Филаделфије је наступио на само три утакмице пре него што је отпуштен 15. јануара 2018. Десетак дана касније се прикључио екипи Агва Калијенте клиперса, где је провео остатак 2017/18. сезоне.

### Европа
Дана 15. јула 2018. је потписао једногодишњи уговор са италијанским прволигашем Торином. На 26 одиграних утакмица у Серији А, Макаду је бележио просечно 9,6 поена и 4,6 скокова по утакмици. Поред тога је наступио на седам утакмица Еврокупа, где је просечно бележио 11 поена и пет скокова по мечу.
Дана 1. августа 2019. је потписао једногодишњи уговор са Бешикташем. У овом клубу је на 11 одиграних утакмица у првенству Турске бележио 8,5 поена и 6,6 скока док је на десет утакмица Лиге шампиона имао још бољи учинак са 10,9 поена и 9,3 скока по мечу. Званично је раскинуо уговор са Бешикташем 7. јануара 2020, а три дана касније је потписао уговор са Партизаном. Са Партизаном је освојио Куп Радивоја Кораћа. Сезона 2019/20. је прекинута у марту због пандемије корона вируса, а касније је и званично отказана. Мекаду је имао уговор до краја сезоне, па је након званичног отказивања свих такмичења постао слободан играч. За Партизан је одиграо шест утакмица у Јадранској лиги, на којима је бележио просечно осам поена по утакмици и три ухваћене лопте, те још пет мечева у ТОП 16 фази Еврокупа, где је имао просек од 4,8 поена и 1,4 скока. У јуну 2020. потписује за јапанску екипу Хитачи Санрокерс.

## Успеси

### Клупски
- Голден Стејт вориорси:
  - НБА лига (2): 2014/15, 2016/17.
- Санта Круз вориорси:
  - НБА развојна лига (1): 2014/15.
- Партизан:
  - Куп Радивоја Кораћа (1): 2020.

### Репрезентативни
- Светско првенство до 17 година:
  -  2010.
- Америчко првенство до 16 година:
  -  2009.